# Camillo Milli
Camillo Migliori, mieux connu sous le nom de Camillo Milli (né à Milan le 1er août 1929 et mort à Gênes le 20 janvier 2022) est un acteur italien de théâtre, de cinéma et de télévision.

## Biographie
Né à Milan, Camillo Milli est formé par Giorgio Strehler au Piccolo Teatro di Milano, où il fait ses débuts en 1951 et où il est actif jusqu'en 1953. Dans les années 1960 et 1970, il travaille avec le metteur en scène Luigi Squarzina et au Teatro Stabile de Gênes, se spécialisant dans le répertoire de Carlo Goldoni,. Camillo Milli est également actif en tant qu'acteur de genre dans des films, principalement dans des rôles humoristiques, souvent en tant qu'acolyte de Paolo Villaggio,. À la télévision, il est surtout connu pour le rôle d'Ugo Monti dans la série télévisée de Canale 5 CentoVetrine (it),.
Camillo Milli est décédé à Gênes des complications du COVID-19 le 20 janvier 2022, à l'âge de 92 ans,.

## Filmographie partielle
- 1955 : La Chasse aux maris
- 1972 : L'Affaire Mattei
- 1973 : Nous voulons les colonels
- 1974 : Service compris
- 1977 : Au nom du pape roi
- 1980 : La Locandièra
- 1981 : Le Marquis s'amuse
- 1982 : Sogni mostruosamente proibiti
- 1983 : Fantozzi subisce ancora
- 1987 : Rimini Rimini
- 1988 : Casa mia, casa mia...
- 1990 : Au nom du peuple souverain
- 2002 : I banchieri di Dio
- 2008 : L'allénatore nel pallone 2
- 2011 : Habemus papam